# 岩尾精一
岩尾 精一（いわお せいいち、1904年（明治37年）9月20日 - 1981年（昭和56年）10月15日）は、日本の政治家。日田市長を務めた。

## 経歴
大分県日田郡日田町（現・日田市）に生まれる。1922年福岡県立中学修猷館、1929年3月第七高等学校造士館理科甲類を経て、1932年3月東京帝国大学農学部農業経済学科を卒業。さらに満洲国の大同学院に学び、同年10月に卒業。
卒業後、満洲国において、奉天省洮南県属官となり、同県参事官に進み、1935年9月浜江省綏梭県参事官に転じ、同省庶務科長、総務庁人事課長、牡丹江省開拓庁長を歴任した。
戦後、日田漆器社長を経て、1952年10月日田市長に当選。以後1968年10月まで4期16年を務め、日田市発展の基礎を築いた。1953年6月に日田市を襲った大水害では、市民の陣頭に立ち復興にあたった。